# Victor Goldschmidt (philosophe)
Pour les articles homonymes, voir Victor Goldschmidt et Goldschmidt.
Victor Goldschmidt (Berlin, 28 septembre 1914 - Paris, 25 septembre 1981) est un philosophe et historien français de la philosophie d'origine allemande.

## Biographie
Né en Allemagne, fils d'un éminent juriste de Berlin, Victor Goldschmidt fait des études classiques. Il quitte l'Allemagne et rejoint la France en 1933. Il obtient une licence de Lettres à la Sorbonne et suit les cours de Georges Dumézil. 
Il est naturalisé français en 1939. Il soutient sa thèse de doctorat d’État sur Les Dialogues de Platon, sous la direction d'Émile Bréhier (1945). D'abord chercheur au CNRS, il enseigne ensuite à l'université de Rennes de 1956 à 1966, puis à celle de Clermont-Ferrand de 1966 à 1976 et enfin à celle d'Amiens jusqu'à sa mort le 25 septembre 1981.
Il se fait remarquer par l'usage de la méthode structurale en philosophie, à la suite de Martial Gueroult. Le terme de « structure » est ici  synonyme  de « méthode », règle ou loi de construction des thèmes (questions, problèmes) et des thèses (réponses, solutions, même aporétiques, sceptiques ou agnostiques). Ce terme a  été retenu sans que l'élucidation de son usage dans les sciences humaines ait été entreprise et que cet usage ait pu justifier, autrement que par analogie, sa reprise en histoire de la philosophie, ainsi que Goldschmidt  le reconnaît en 1963 : « pour nous en tenir seulement à l’histoire de la philosophie, l'« école structuraliste » française, comme on dit parfois, n’a jamais élaboré un manifeste méthodologique » (Les Dialogues de Platon, Préface, 1963, p. XIX). Le principe général de cette méthode structurale provient de l’évidence qu'une thèse philosophique – de même que l'ensemble de la doctrine –  n’a aucun sens en elle-même, tant que n’a pas été saisie et explicitée la méthode qui en est la raison d’être dans le tout de l'œuvre. Victor Goldschmidt envisageait par là l'objet propre de l’historien des structures : non seulement l’explicitation de la méthode des œuvres, mais encore l’évaluation de l’écart, s’il en est un, entre la méthode préconisée et la méthode pratiquée par le philosophe lui-même. Parmi les étudiants qui furent formés par Victor Goldschmidt à l'Université de Rennes, on compte les philosophes Dominique Berlioz, André Clair et André Stanguennec qui dédicaça à Victor Goldschmidt et Robert Lamblin sa thèse éditée, « Hegel critique de Kant », Paris, PUF, 1985.

## Publications
- Essai sur le Cratyle, 1940.
- Les Dialogues de Platon, 1944.
- Le Paradigme dans la dialectique platonicienne, 1947
- Le Système stoïcien et l'idée de temps, Paris, Vrin, 1953 ; seconde édition revue et augmentée, 1969.
- Platonisme et pensée contemporaine, 1970.
- Questions platoniciennes, 1970.
- Anthropologie et politique, les principes du système de Rousseau, 1974.
- « La dianoématique de M. Gueroult », dans « Archiv für Geschichte der Philosophie », 59. Band 1977, Heft 5, p.304-312, repris dans le volume posthume, « Ecrits », 2, Vrin, 1984, p.229-238.
- La Doctrine d'Épicure et le droit, 1978.
- « Remarques sur la méthode structurale en histoire de la philosophie », dans Métaphysique, Histoire de la philosophie. Recueil d'études offert à Fernand Brunner à l'occasion de son 60e anniversaire, Neuchâtel, 1981, p. 213-240, repris dans le volume posthume Écrits, 2, Vrin, 1984, p.259-266.
- Temps physique et temps tragique chez Aristote : Commentaire sur le Quatrième livre de la Physique (10-14) et sur la Poétique, Paris, Vrin, 1982.
- Écrits (posthume), deux tomes (t. 1 : Histoire de la philosophie ancienne ; t. 2 : Histoire de la philosophie moderne), Paris, Vrin, 1984.